# Altstätten
Altstätten é uma comuna da Suíça, no Cantão São Galo.

## Geografia
Altstätten está situada entre a cidade de Saint Margrethen e Buchs, perto da fronteira da Áustria, no sopé das Montanhas de Alpstein.
Altstätten tem uma área de 39,5 km2. Desta área, 63,3% é utilizada para fins agrícolas, enquanto 21,1% é florestada. Do restante da terra, 12,7% é povoado (edifícios ou estradas) e o restante (2,9%) é improdutivo (rios ou lagos).

## Política
A Câmara Municipal é do poder executivo e comanda a administração publica sendo composta pelo prefeito e outros seis membros, com o prefeito exercendo suas atividades em tempo integral, e os demais membros da Câmara em meio período.
O mandato da Câmara Municipal é de quatro anos e as eleições nas urnas no processo de maioria (sistema de votação por maioria).
A língua oficial nesta comuna é o Alemão.